# Цецхладзе, Фадима Сулеймановна
Фадима Сулеймановна Цецхладзе, в девичестве — Гунтаишвили (23 февраля 1929 года, село Гвара, Кобулетский района, АССР Аджаристан, ССР Грузия — 2006 год, село Какути, Кобулетский муниципалитет, Грузия) — колхозница колхоза имени Михайлова Кобулетского района, Аджарская АССР, Грузинская ССР. Герой Социалистического Труда (1949).

## Биография
Родилась в 1929 году в крестьянской семье в селе Гвара. Окончила четыре класса местной сельской школы. Трудилась рядовой колхозницей в колхозе имени Михайлова Кобулетского района.
В 1948 году собрала 6162 килограмма сортового зелёного чайного листа на участке площадью 0,5 гектара. Указом Президиума Верховного Совета СССР от 29 августа 1949 года удостоена звания Героя Социалистического Труда за «получение высоких урожаев сортового зелёного чайного листа и цитрусовых плодов в 1948 году» с вручением ордена Ленина и золотой медали «Серп и Молот» (№ 4633).
После замужества в 1956 году переехала в село Какути Кобулетского района. Трудилась в местном колхозе до выхода на пенсию. С 1984 года — персональный пенсионер союзного значения. Умерла в 2006 году.